# Saltaire
Saltaire és una població dels Estats Units a l'estat de Nova York. Segons el cens del 2000 tenia 43 habitants.

## Demografia
Segons el cens del 2000, Saltaire tenia 43 habitants, 14 habitatges, i 9 famílies. La densitat de població era de 59,3 habitants per km².
Dels 14 habitatges en un 35,7% hi vivien nens de menys de 18 anys, en un 57,1% hi vivien parelles casades, en un 0% dones solteres, i en un 28,6% no eren unitats familiars. En el 14,3% dels habitatges hi vivien persones soles el 14,3% de les quals corresponia a persones de 65 anys o més que vivien soles. El nombre mitjà de persones vivint en cada habitatge era de 3,07 i el nombre mitjà de persones que vivien en cada família era de 3,5.
Per edats la població es repartia de la següent manera: un 37,2% tenia menys de 18 anys, un 0% entre 18 i 24, un 25,6% entre 25 i 44, un 16,3% de 45 a 60 i un 20,9% 65 anys o més.
L'edat mediana era de 36 anys. Per cada 100 dones de 18 o més anys hi havia 107,7 homes.
La renda mediana per habitatge era de 75.252 $ i la renda mediana per família de 49.500 $. Els homes tenien una renda mediana de 51.250 $ mentre que les dones 41.250 $. La renda per capita de la població era de 17.125 $. Cap de les famílies estaven per davall del llindar de pobresa.